# Achrotelium lucumae
Achrotelium lucumae är en svampart som först beskrevs av Arthur & J.R. Johnst., och fick sitt nu gällande namn av George Baker Cummins 1940. Achrotelium lucumae ingår i släktet Achrotelium och familjen Chaconiaceae.   Inga underarter finns listade i Catalogue of Life.